# Schönhals
Schönhals (czynny w 2 połowie XIX w.), architekt niemiecki.

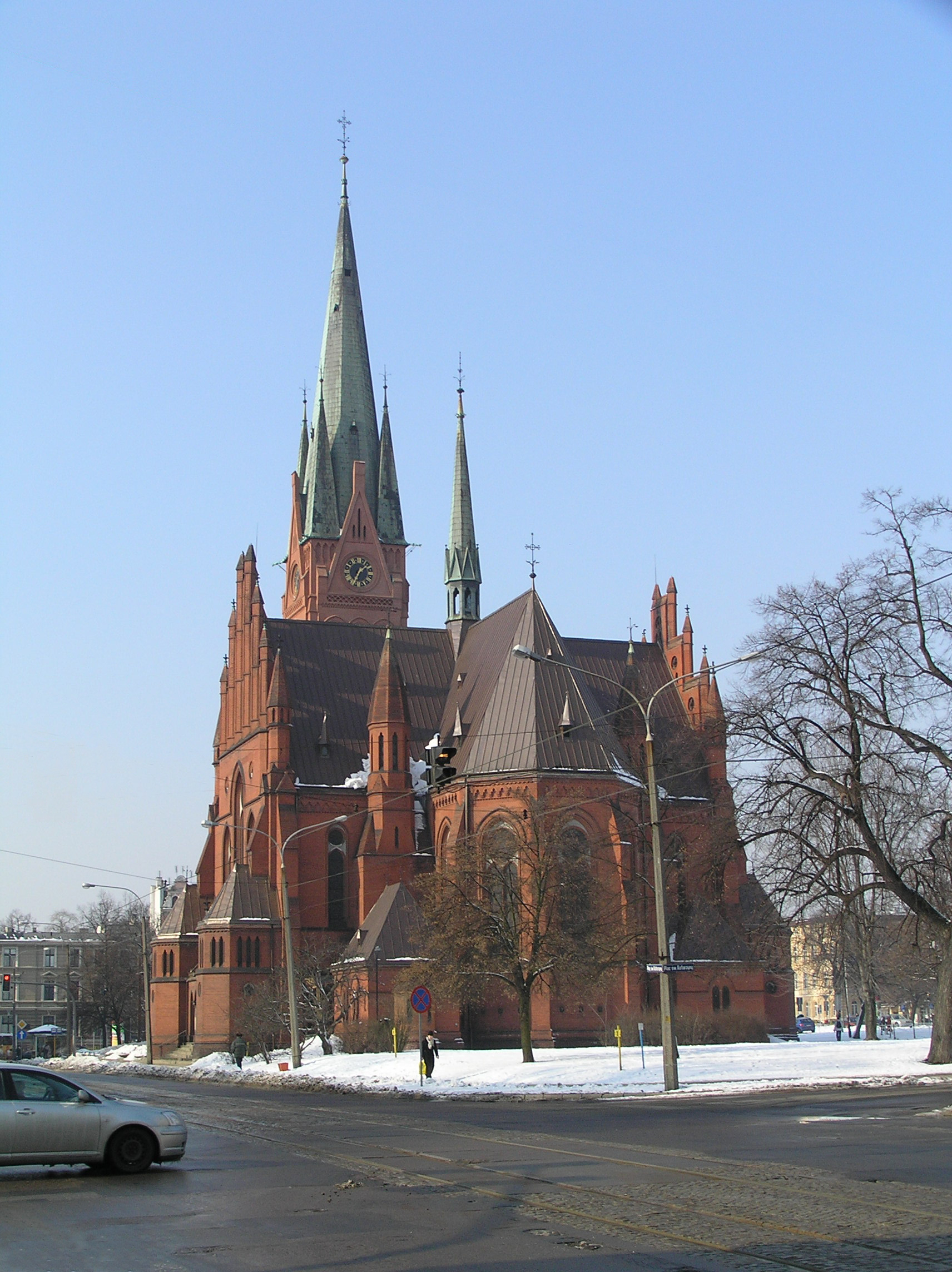
Kościół garnizonowy w Toruniu

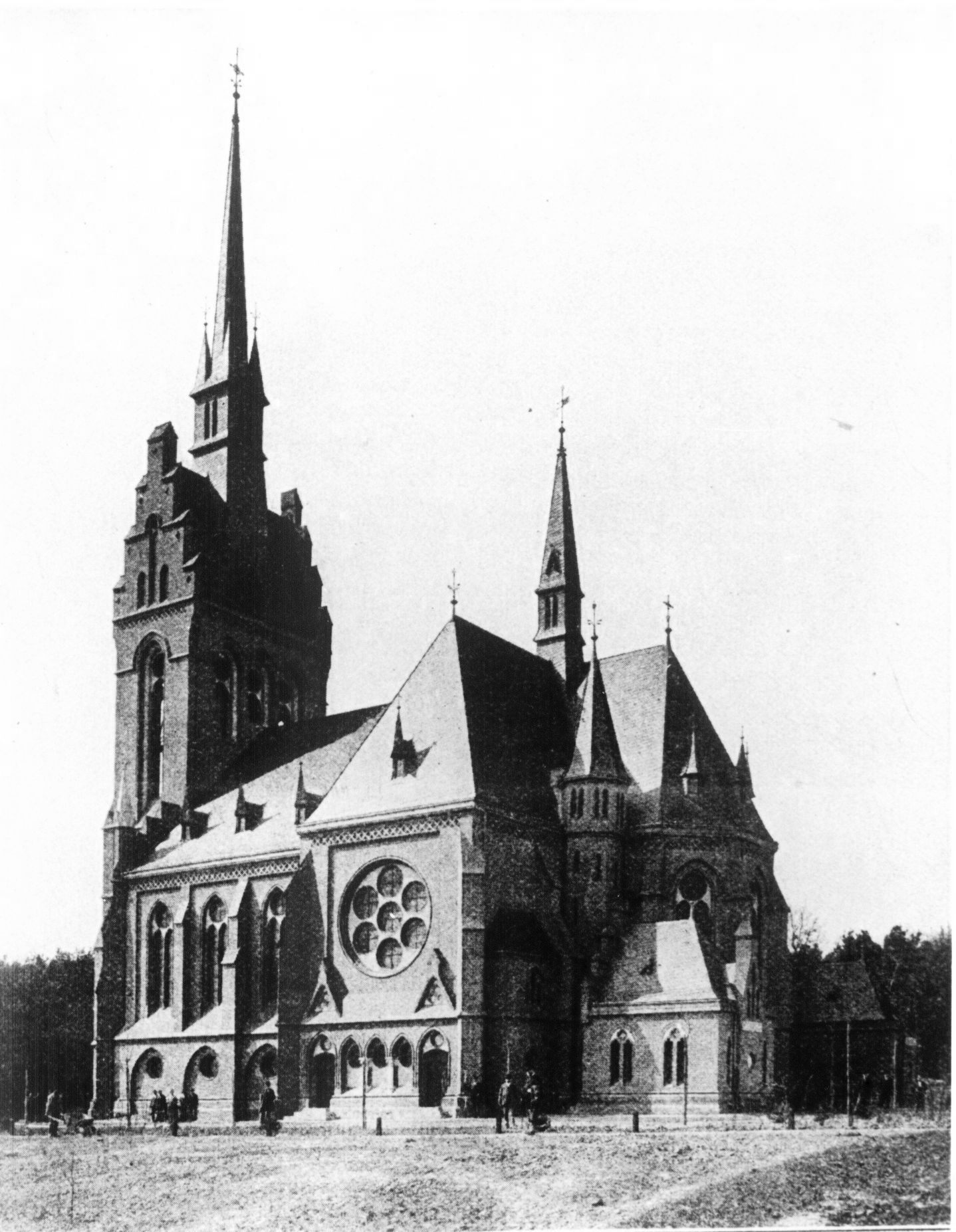
Kościół garnizonowy w Grudziądzu

## Życiorys
Architekt, tajny nadradca budowlany w Wydziale Budownictwa pruskiego Ministerstwa Wojny w Berlinie w 2 połowie XIX w. Nieznane pozostają daty życia, a także imię, gdyż zgodnie z obyczajem epoki w pismach urzędowych nazwisko było poprzedzone jedynie tytułem służbowym. Z innymi architektami brał udział w budowie obiektów wojskowych w Berlinie (koszary 3 Pułku Gwardii Pieszej przy Köpenicker Strasse (rozpoczęte 1874), Strzelców Gwardyjskich w Lichterfelde (1881-1884) i 4 Pułku Gwardii przy Rathenower Strasse (1891-1893). Dziełem życia były monumentalne kościoły garnizonowe : w Toruniu, wzniesiony w latach (1894–1897) i w Grudziądzu (1897–1900). Jego projekty wskazują, że należał do architektów, stosujących rozwiązania typowe dla berlińskiego neogotyku schyłku XIX w. i - wbrew rozpowszechnionemu mniemaniu - nie nawiązujące w żaden specyficzny sposób do średniowiecznego budownictwa państwa krzyżackiego.